# Капанадзе, Автандил Давидович
Автанди́л Дави́дович Капана́дзе (груз. ავთანდილ დავითის ძე კაპანაძე; род. 1 декабря 1962. Тбилиси, Грузинская ССР, СССР) — советский и грузинский футболист, нападающий, полузащитник.

## Карьера
С ранних лет Автандил стал заниматься футболом, сначала в одной из школ Тбилиси, а затем попал в профсиональную команду, который выступал во Второй лиге СССР. В 1987 году он провёл 2 матча в команде «Гурия» из Ланчхути, которая тогда играла в высшей лиге СССР. В том же сезоне Автандил перешёл в «Торпедо» из Кутаиси и сыграл 9 матчей в первой лиге СССР. Затем с 1988 по 1993 год он играл в клубе «Металлург» из Рустави, который затем был переименован в клуб «Горда».
В 1993 году Автандил перешёл в украинский клуб «Темп» из Шепетовки, который тогда имел мощное финансирование и спонсировался грузинским бизнесменом Джумбером Нешнианидзе и выступал в Высшей лиге Украины. В новой команде он выступал на позиции левого полузащитника, а его брат Тариэл на месте правого полузащитника. В первом сезоне его команда заняла 9-е место. Следующий сезон был неудачным, у команды уменьшилось финансирование и она, заняв 17-е место, вылетела из элитного дивизиона.
Первую половину сезона 1995/96 Автандил провёл в Первой лиге. Затем он перешёл в клуб Высшей лиги Украины «Нива» из Тернополя. Там он перешёл на позицию форварда и вплоть до 2001 года являлся лидером атак команды, а также одним из самых возрастных бомбардиров высшей лиги Украины. Всего в чемпионатах Украины Автандил провёл 210 матчей и забил 60 мячей (189 матч и 57 голов в Высшей лиге, 21 матч и 3 гола в первой лиге).
В 2001 году в возрасте 38 лет Автандил перебрался в российский клуб первого дивизиона «Локомотив» из Нижнего Новгорода, который, вылетев из первого дивизиона, на год потерял профессиональный стутус, а затем играл во Втором дивизионе. Там же в 2004 году Автандил закончил спортивную карьеру.

## Статистика
| Сезон   | Клуб                        | Лига            | Чемпионат | Чемпионат |
| Сезон   | Клуб                        | Лига            | Игры      | Голы      |
| ------- | --------------------------- | --------------- | --------- | --------- |
| 1984    | Локомотив (Тбилиси)         | Вторая лига     | 27        | 5         |
| 1985    | Локомотив (Тбилиси)         | Вторая лига     | 29        | 4         |
| 1986    | Локомотив (Тбилиси)         | Вторая лига     | 24        | 6         |
| 1987    | Гурия (Ланчхути)            | Высшая лига     | 2         | 0         |
| 1987    | Торпедо (Кутаиси)           | Первая лига     | 9         | 0         |
| 1988    | Металлург (Рустави)         | Вторая лига     | 24        | 12        |
| 1989    | Металлург (Рустави)         | Вторая лига     | 41        | 15        |
| 1990    | Горда (Рустави)             | Умаглеси лига   | 32        | 8         |
| 1991    | Горда (Рустави)             | Умаглеси лига   | 19        | 6         |
| 1991/92 | Горда (Рустави)             | Умаглеси лига   | 36        | 12        |
| 1992/93 | Горда (Рустави)             | Умаглеси лига   | 32        | 13        |
| 1993/94 | Темп (Шепетовка)            | Высшая лига     | 29        | 0         |
| 1994/95 | Темп (Шепетовка)            | Высшая лига     | 26        | 3         |
| 1995/96 | Темп-АДВИС                  | Первая лига     | 21        | 3         |
| 1995/96 | Нива (Тернополь)            | Высшая лига     | 13        | 5         |
| 1996/97 | Нива (Тернополь)            | Высшая лига     | 28        | 8         |
| 1997/98 | Нива (Тернополь)            | Высшая лига     | 28        | 15        |
| 1998/99 | Нива (Тернополь)            | Высшая лига     | 28        | 9         |
| 1999/00 | Нива (Тернополь)            | Высшая лига     | 22        | 12        |
| 2000/01 | Нива (Тернополь)            | Высшая лига     | 15        | 5         |
| 2001    | Локомотив (Нижний Новгород) | Первый дивизион | 12        | 0         |
| 2003    | Локомотив-НН                | Второй дивизион | 14        | 2         |
| 2004    | Локомотив-НН                | Второй дивизион | 23        | 1         |

## Достижения
- Бронзовый призёр чемпионата Грузии (2): 1990, 1991/92
- Член бомбардирского Клуба Максима Шацких: 63 гола.

## Личная жизнь
Есть брат-близнец Тариэл Капанадзе, профессиональный футболист. Бо́льшую часть карьеры провел в одних командах с братом.